# 33e session du Comité du patrimoine mondial
La 33e session du Comité du patrimoine mondial s'est tenue du 22 au 30 juin 2009 à Séville, en Espagne.

## Participants
Le bureau du Comité est, pour la session, constitué des pays suivants :
- Présidence : Espagne
- Rapporteur : Brésil
- Vice-présidence : Australie, Barbade, États-Unis, Kenya, Tunisie
- Autres membres : Bahreïn, Canada, Chine, Corée du Sud, Cuba, Égypte, Israël, Jordanie, Madagascar, Maroc, Maurice, Nigeria, Pérou, Suède

## Liste

### Inscriptions
13 nouveaux biens sont inscrits au patrimoine mondial : onze culturels et deux naturels,.
Le Burkina Faso, le Cap-Vert et le Kirghizistan connaissent leur première inscription.
Dans le tableau ci-dessous, les graphies des biens sont celles données par l'UNESCO.
| Id.  | Bien                                                          | Pays                | Superficie (ha) | Critères et notes                                                                                  | Coordonnées                                                 | Illus. |
| ---- | ------------------------------------------------------------- | ------------------- | --------------- | -------------------------------------------------------------------------------------------------- | ----------------------------------------------------------- | ------ |
| 1314 | La mer des Wadden                                             | Allemagne, Pays-Bas | 1 143 403       | Naturel, (viii), (ix), (x) Étendu au Danemark en 2014                                              | 53° 31′ 44″ N, 8° 33′ 22″ E                                 |        |
| 1298 | Palais Stoclet                                                | Belgique            | 0,86            | Culturel, (i), (ii)                                                                                | 50° 50′ 06″ N, 4° 24′ 58″ E                                 |        |
| 1225 | Ruines de Loropéni                                            | Burkina Faso        | 1,113           | Culturel, (iii)                                                                                    | 10° 18′ 36″ N, 3° 33′ 47″ O                                 |        |
| 1310 | Cidade Velha, centre historique de Ribeira Grande de Santiago | Cap-Vert            | 209,1           | Culturel, (ii), (iii), (vi)                                                                        | 14° 55′ 01″ N, 23° 36′ 14″ O                                |        |
| 1279 | Mont Wutai                                                    | Chine               | 18 415          | Culturel, (ii), (iii), (iv), (vi) Deux sites distincts, pour Taihuai (en) et le temple de Foguang. | 39° 01′ 48″ N, 113° 33′ 47″ E 38° 52′ 55″ N, 113° 20′ 56″ E |        |
| 1319 | Tombes royales de la dynastie Joseon                          | Corée du Sud        | 1 891,2         | Culturel, (iii), (iv), (vi) 18 sites distincts.                                                    | 37° 11′ 49″ N, 128° 27′ 11″ E                               |        |
| 1312 | Tour d'Hercule                                                | Espagne             | 233             | Culturel, (iii)                                                                                    | 43° 23′ 10″ N, 8° 24′ 22″ O                                 |        |
| 1315 | Système hydraulique historique de Shushtar                    | Iran                | 240,4152        | Culturel, (i), (ii), (v)                                                                           | 32° 03′ 14″ N, 48° 50′ 56″ E                                |        |
| 1237 | Les Dolomites                                                 | Italie              | 141 902,8       | Naturel, (vii), (viii) 9 sites distincts.                                                          | 46° 25′ 55″ N, 11° 51′ 22″ E                                |        |
| 1230 | Montagne sacrée de Sulaiman-Too                               | Kirghizistan        | 112             | Culturel, (iii), (vi)                                                                              | 40° 31′ 44″ N, 72° 46′ 59″ E                                |        |
| 1269 | Ville sacrée de Caral-Supe                                    | Pérou               | 626,36          | Culturel, (ii), (iii), (iv)                                                                        | 10° 53′ 38″ S, 77° 31′ 12″ O                                |        |
| 1303 | Pont-canal et canal de Pontcysyllte                           | Royaume-Uni         | 105             | Culturel, (i), (ii), (iv)                                                                          | 52° 58′ 19″ N, 3° 05′ 13″ O                                 |        |
| 1302 | La Chaux-de-Fonds / Le Locle, urbanisme horloger              | Suisse              | 283,9           | Culturel, (iv)                                                                                     | 47° 06′ 14″ N, 6° 49′ 59″ E 47° 03′ 29″ N, 6° 44′ 56″ E     |        |

### Extensions
Les limites des trois biens suivants, déjà inscrits au patrimoine mondial, sont étendues de façon significative,,,.
| Id. | Bien | Pays        | Superficie (ha) | Critères et notes | Coordonnées                  | Illus. |
| --- | --- | ----------- | --------------- | --- | ---------------------------- | ------ |
| 203 | De la grande saline de Salins-les-Bains à la saline royale d'Arc-et-Senans, la production du sel ignigène | France      | 10,48           | Culturel, (i), (ii), (iv) La saline royale d'Arc-et-Senans est inscrite en 1982 ; le bien est étendu à la saline de Salins-les-Bains et renommé en conséquence. | 46° 56′ 17″ N, 5° 52′ 30″ E  |        |
| 653 | Parc naturel du récif de Tubbataha                                                                        | Philippines | 130 028         | Naturel, (vii), (ix), (x) Inscrit en 1993, extension au récif de Jessie Beazley.                                                                                | 8° 57′ 11″ N, 119° 52′ 05″ E |        |
| 620 | Levoča, Spišský Hrad et les monuments culturels associés                                                  | Slovaquie   | 1 351,2252      | Culturel, (iv) Inscrit en 1993, extension à Levoča. | 49° 01′ 30″ N, 20° 35′ 31″ E |        |

### Radiation
Le bien suivant, précédemment inscrit, est radié du patrimoine mondial.
| Id.  | Bien                      | Pays      | Notes | Coordonnées                  | Illus. |
| ---- | ------------------------- | --------- | --- | ---------------------------- | ------ |
| 1156 | Vallée de l'Elbe à Dresde | Allemagne | Inscrit en 2004, le bien est décreté en péril en 2006 à la suite de la construction du pont de Waldschlösschen. Il est finalement radié du patrimoine mondial en 2009. | 51° 02′ 24″ N, 13° 49′ 16″ E |        |

### Patrimoine en péril

#### Ajouts
Trois biens sont inscrits sur la liste du patrimoine mondial en péril.
| Id. | Bien                                                 | Pays     | Notes | Coordonnées                  | Illus. |
| --- | ---------------------------------------------------- | -------- | --- | ---------------------------- | ------ |
| 764 | Réseau de réserves du récif de la barrière du Belize | Belize   | Inscrit en 1996, en péril à cause de la destruction de mangroves et du développement du site,. Retiré en 2018 grâce aux mesures de conservation prises par le Belize. | 18° 08′ 28″ N, 87° 51′ 47″ O |        |
| 711 | Parc national de Los Katíos                          | Colombie | Inscrit en 1994, le bien est en péril à la demande de la Colombie afin de mobiliser l'aide internationale, le site étant menacé par la déforestation et l'exploitation illégale du bois,. Retiré de cette liste en 2015 grâce à l'amélioration de la gestion et le renforcement de la lutte contre l'exploitation forestière. | 7° 40′ 01″ N, 77° 00′ 00″ O  |        |
| 708 | Monuments historiques de Mtskheta                    | Géorgie  | Inscrit en 1994, en péril suite à la dégradation du bien,. Retiré en 2016. | 41° 50′ 20″ N, 44° 44′ 02″ E |        |

#### Retraits
Un bien est retiré de la liste du patrimoine mondial en péril.
| Id. | Bien                                                                                | Pays        | Notes | Coordonnées                  | Illus. |
| --- | ----------------------------------------------------------------------------------- | ----------- | --- | ---------------------------- | ------ |
| 958 | Cité fortifiée de Bakou avec le palais des Chahs de Chirvan et la tour de la Vierge | Azerbaïdjan | En péril depuis 2003 à la suite du séisme de 2000 (en), retiré de la liste grâce aux efforts de préservation menés par l'Azerbaïdjan. | 40° 22′ 01″ N, 49° 49′ 59″ E |        |

### Ajournements
L'examen de neuf propositions est remise à une date ultérieure.
| Bien | Pays                                                  | Notes | Coordonnées                   | Illus. |
| --- | ----------------------------------------------------- | --- | ----------------------------- | ------ |
| L'œuvre architecturale et urbaine de Le Corbusier                                                            | Allemagne, Argentine, Belgique, France, Japon, Suisse | Proposition renvoyée aux États concernés pour mieux étayer la valeur universelle des sites. Inscrit en 2016. | 48° 48′ 02″ N, 9° 10′ 39″ E   |        |
| Ville de Graz – Centre historique et château d'Eggenberg                                                     | Autriche                                              | Extension du centre historique, déjà inscrit, au château d'Eggenberg, renvoyée à l'Autriche pour lui permettre d'étendre la zone tampon et renforcer la gestion du site. L'extension est approuvée en 2010.          | 47° 04′ 26″ N, 15° 23′ 31″ E  |        |
| Route de l'Or à Paraty et son paysage                                                                        | Brésil                                                | Examen différé pour réviser les dimensions du bien proposé. Inscrit en 2019. | 23° 01′ 08″ S, 44° 41′ 06″ O  |        |
| Monuments historiques du Mont Songshan                                                                       | Chine                                                 | Proposition renvoyée à la Chine afin d'approfondir le choix des sites proposés. | 34° 29′ 06″ N, 112° 57′ 36″ E |        |
| Ville historique de Grand-Bassam                                                                             | Côte d'Ivoire                                         | Proposition renvoyée à la Côte d'Ivoire afin, entre autre, de modifier les limites du bien. Inscrit en 2012. | 5° 11′ 46″ N, 3° 44′ 10″ O    |        |
| Le binôme du mercure et de l'argent sur le Camino Real Intercontinental, Almadén, Idrija, et San Luis Potosí | Espagne, Mexique, Slovénie                            | Proposition renvoyée aux trois États afin de mieux la définir. Le Camino Real de Tierra Adentro, au Mexique, est inscrit en 2010 ; le Patrimoine du mercure, en Espagne et Slovénie, est inscrit séparément en 2012. | 46° 00′ 14″ N, 14° 01′ 37″ E  |        |
| Les Causses et les Cévennes                                                                                  | France                                                | Proposition renvoyée à la France pour mieux justifier les limites du bien. Inscrit en 2011. | 44° 13′ 12″ N, 3° 28′ 23″ E   |        |
| La porte aux trois arches de Dan                                                                             | Israël                                                | Examen différé en attente d'informations. | 33° 14′ 53″ N, 35° 39′ 18″ E  |        |
| Fermes et villages de Hälsingland                                                                            | Suède                                                 | Examen différé afin de consolider le dossier d'inscription. Inscrit en 2012. | 61° 30′ 43″ N, 16° 30′ 25″ E  |        |